# تام کروز
تامس کروز ماپوتر چهارم (انگلیسی: Thomas Cruise Mapother IV؛ زادهٔ ۳ ژوئیهٔ ۱۹۶۲) معروف به تام کروز، بازیگر و تهیه‌کنندهٔ آمریکایی است. او یکی از بازیگران دریافت‌کنندهٔ بیشترین دستمزد در جهان است، و جوایز مختلفی از جمله سه جایزهٔ گلدن گلوب و یک نخل طلای افتخاری دریافت کرده و چهار بار هم نامزد دریافت جایزهٔ اسکار شده است. فیلم‌هایش بیش از ۴ میلیارد دلار در آمریکای شمالی و بیش از ۱۱٫۵ میلیارد دلار در سراسر جهان فروش داشته، و او را به یکی از پرفروش‌ترین بازیگران تاریخ تبدیل کرده است.
کروز بازیگری را از اوایل دههٔ ۱۹۸۰ آغاز کرد و اولین نقش‌های برجسته‌اش در فیلم کمدی تجارت پرمخاطره (۱۹۸۳) و درام اکشن تاپ گان (۱۹۸۶) بود. بازی در درام رنگ پول (۱۹۸۶)، مرد بارانی (۱۹۸۸) و متولد چهارم جولای (۱۹۸۹) با تحسین منتقدان همراه بود؛ او برای به تصویر کشیدن ران کویچ در فیلم متولد چهارم جولای برندهٔ جایزهٔ گلدن گلوب و همچنین نامزد دریافت جایزهٔ اسکار بهترین بازیگر مرد شد. او در دههٔ ۱۹۹۰ ستاره‌ای برجسته در هالیوود بود و در چندین فیلم از لحاظ تجاری موفق از جمله درام چند مرد خوب (۱۹۹۲)، تریلر شرکت (۱۹۹۳)، فیلم ترسناک مصاحبه با خون‌آشام (۱۹۹۴) و عاشقانهٔ جری مگوایر (۱۹۹۶) بازی کرد. او برای بازی در فیلم جری مگوایر بار دیگر جایزهٔ گلدن گلوب را کسب کرد و برای دومین بار نامزد دریافت جایزهٔ اسکار شد. نقش‌آفرینی کروز در نقش سخنران انگیزشی در درام مگنولیا (۱۹۹۹) یک جایزهٔ گلدن گلوب دیگر و نامزدی اسکار بهترین بازیگر نقش مکمل مرد را برایش به همراه داشت.
کروز از آن زمان تا حد زیادی در فیلم‌های علمی تخیلی و اکشن به ایفای نقش پرداخته و اغلب بدلکاری‌های مخاطره‌آمیز فیلم‌هایش را خودش انجام داده که او را به یکی از ستاره‌های هالیوود اکشن مطرح کرده است. او از سال ۱۹۹۶ نقش ایتن هانت را در مجموعهٔ سینمایی مأموریت: غیرممکن ایفا کرده است. دیگر نقش‌های قابل توجه او در فیلم‌های با ژانر گوناگون شامل آسمان وانیلی (۲۰۰۱)، گزارش اقلیت (۲۰۰۲)، آخرین سامورایی (۲۰۰۳)، وثیقه (۲۰۰۴)، جنگ دنیاها (۲۰۰۵)، شوالیه و روز (۲۰۱۰)، جک ریچر (۲۰۱۲)، فراموشی (۲۰۱۳)، لبه فردا (۲۰۱۴) و تاپ گان: ماوریک (۲۰۲۲) می‌شود.
کروز پیش‌تر با بازیگران میمی راجرز، نیکول کیدمن و کیتی هلمز ازدواج کرده‌بود. او سه فرزند دارد که دو فرزند در طول ازدواج با کیدمن به فرزندی پذیرفته شده و دیگری فرزند بیولوژیکی اوست که با هلمز داشته است. کروز یکی از مدافعان صریح کلیسای ساینتولوژی و برنامه‌های اجتماعی مرتبط با آن است که به گفته‌اش به او کمک می‌کند تا بر دیسلکسیا غلبه کند. در دههٔ ۲۰۰۰ او با انتقادات وابسته به کلیسا در مورد روان‌پزشکی و داروهای ضدّ افسردگی، تلاش‌های خود برای ترویج ساینتولوژی به عنوان دینی در اروپا و مصاحبهٔ ویدیویی فاش شده از او در زمینه ترویج چنولوژی روبرو شده و بحث و جدال‌هایی را ایجاد کرد.

## زندگی
تام کروز در سیراکیوس از شهرهای مرکزی ایالت نیویورک ایالات متحده آمریکا به دنیا آمد. نام کامل وی توماس کروز ماپوتر چهارم Thomas Cruise Mapother IV است. پدرش مهندس برق اهل لوییویل، کنتاکی و مادرش آموزگار بود. خانواده آن‌ها در اصل ریشه‌ای آلمانی، انگلیسی و ولزی دارند. تام دارای سه خواهر به نام‌های «ماریان»، «لی آن» و «کاس» است. لی آن کار تبلیغات تام کروز را بر عهده دارد.
زندگی آن‌ها در مکان ثابتی نبود و خانواده آن‌ها به شهرهای گوناگونی مهاجرت کردند. بنابر گفته تام کروز، وی تا به پایان رساندن دورهٔ دبیرستان، در پانزده مدرسه مختلف درس خواند. در دوازده سالگی تام، والدینش از هم جدا شدند. او و خواهرش تحت سرپرستی مادرشان قرار گرفتند و در سال‌های بعد در شهرهای گوناگونی ساکن شدند. تام مدتی آموزش مذهبی دید و قصد داشت کشیش شود.: 24–26  اما از این کار رویگردان شد و در نهایت در سال ۱۹۸۰ از دبیرستانی در نیوجرسی فارغ‌التحصیل شد.

تام کروز و میمی راجرز در مراسم شصت و یکمین دوره جوایز اسکار سال ۱۹۸۹

## زندگی شخصی

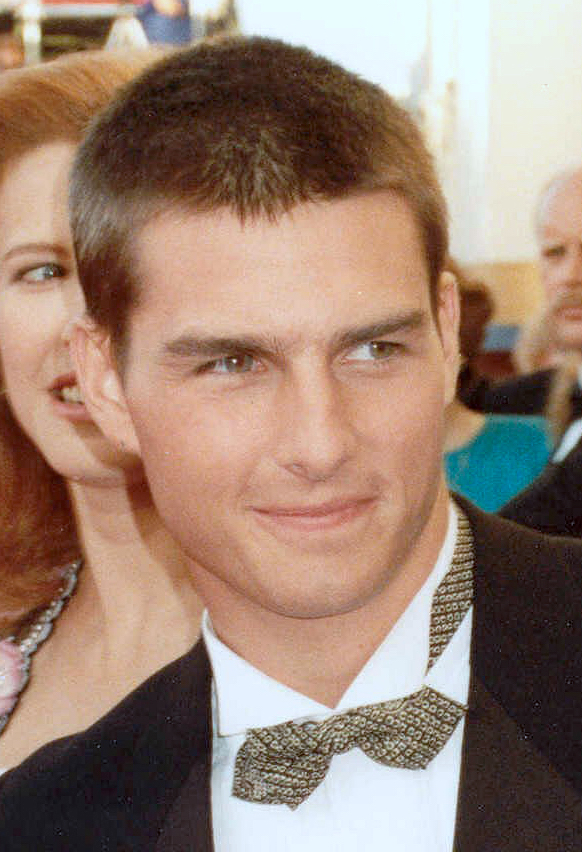
تام کروز در مراسم شصت و یکمین دوره جوایز اُسکار سال ۱۹۸۹

تام کروز در سال ۱۹۸۷ با میمی راجرز هنرپیشهٔ آمریکایی ازدواج کرد. میمی باعث آشنایی او با آئین ساینتولوژی شد. این زوج در ۴ فوریه سال ۱۹۹۰ از هم جدا شدند. کروز در همان سال به هنگام بازی در فیلم «روزهای تندر» با نیکول کیدمن هنرپیشه استرالیایی آشنا شد و مدتی بعد با وی ازدواج کرد. این زوج سرشناس، جذاب و محبوب، تا سال‌ها از سرشناس‌ترین زوج‌های هالیوود به‌شمار می‌آمدند. آن‌ها دو کودک را به فرزندخواندگی پذیرفتند. در سال ۲۰۰۱ در حالی که نیکول سه‌ماهه باردار بود از یکدیگر جدا شدند که موجب شد نیکول کودک مذکور را سقط کند. برخی معتقدند دلیل جدایی وی از نیکول ناتوانی نیکول کیدمن در بچه‌دار شدن به دلیل حاملگی خارج‌رحمی بوده است. که نادرست بود. سپس کروز تا سال ۲۰۰۴ با پنه‌لوپه کروز هنرپیشه اسپانیایی ارتباط داشت. از اواخر سال ۲۰۰۴ تا ژانویه ۲۰۰۵ با هنرپیشه ایرانی-بریتانیایی نازنین بنیادی رابطه داشت و پایان یافت.
در سال ۲۰۰۵ با کیتی هولمز هنرپیشه آمریکایی آشنا شد و مدتی بعد بر فراز برج ایفل به وی پیشنهاد ازدواج داد. مراسم عروسی آن‌ها در ۱۸ نوامبر ۲۰۰۶ در براچیانو ایتالیا برگزار شد. این زوج هنری به اختصار با عنوان «تام کت» نیز شناخته می‌شوند. پیش از آن در ماه آوریل همان سال نخستین فرزند آن‌ها به دنیا آمد که نام «سوری» (به معنای شاهزاده در زبان عبری و رز قرمز در زبان پارسی) را برای وی برگزیدند. سوری نخستین فرزند تنی تام و کِیتی است و سومین فرزند تام کروز به حساب می‌آید. در ۲۹ ژوئن ۲۰۱۲ و پس از پنج سال زندگی مشترک اعلام شد که هلمز روند قانونی طلاق از تام کروز را در نیویورک آغاز کرده است. وکلای این زوج تا ژوئیه ۲۰۱۲ به توافق رسیدند. هلمز و کروز توافق کرده‌اند که سوری نزد مادرش زندگی کند.

## ساینتولوژی

### آشنایی
آشنایی و ازدواج تام کروز با میمی راجرز باعث آشنایی او با آئین مذهبی ساینتولوژی شد. دیوید میسکویج و تام کروز هنگام فیلمبرداری فیلم روزهای تندر دوستان صمیمی بودند.

### نیکول کیدمن
در هنگام فیلم‌برداری همین فیلم روزهای تندر، کروز با نیکول کیدمن آشنا شد. این آشنایی به ازدواج آن دو انجامید. اما کلیسای ساینتولوژی از این ازدواج خشنود نبود؛ زیرا پدر نیکول کیدمن یک روان‌شناس پرآوازه بود و کیدمن رابطه خوبی با پدر خود داشت. بنابرین برای کلیسای ساینتولوژی، مشکل بالقوه به حساب می‌آمد.
از سوی دیگر بزرگ‌ترین مایه رنجش نیکول کیدمن دیده شدن تام کروز شبیه دیوید میسکویج بود. تام کروز بنابر درخواست نیکول از کلیسا جدا شد و بین سال‌های ۱۹۹۲ تا ۲۰۰۱ از کنشگری برای کلیسای ساینتولوژی دست کشید. در هنگام فیلم‌برداری فیلم چشمان کاملاً بسته کروز و کیدمن یک سال در انگلستان زندگی کردند. میسکویج از این به خشم می‌آمد که کروز اصلاً با او تماس نمی‌گرفت؛ بنابراین همه تلاش خود برای بازگرداندن کروز به کار گرفت. مایک ریندر مسئول جلسه‌های بازرسی از تام کروز شد و در عرض ۳ سال ده‌ها جلسه اعتراف با تام کروز برگزار کرد. از سوی دیگر با استخدام یک کارآگاه خصوصی زندگی نیکول کیدمن را زیر نظر گرفت و حتی در خانه کیدمن دستگاه شنود جاسازی کرد. سپس نوارهای ضبط شده به دست میسکویج می‌رسیدند. با دادن بخش‌هایی از این نوارها به کروز، او را به کیدمن بدبین می‌کردند.
در گام بعدی، کلیسا تلاش کرد تا بچه‌های تحت سرپرستی را علیه مادرخوانده‌شان گرداند و کروز بتواند سرپرستی آن‌ها را بدست آورد. مأموران کلیسا نیکول کیدمن را در چشم بچه‌هایش فردی سرکوب‌گر و مخالف کلیسا نشان می‌دادند. خود دیوید میسکویج در شعله‌ور کردن هراس و همزمان غرور کروز [و دیگر انسان‌ها] مؤثر بود. در اوایل سال ۲۰۰۱ در نتیجه این تلاش‌ها تام کروز از کیدمن جدا شد.

### منافع دو طرفه
کروز منفعت زیادی برای کلیسا داشت. او مردم بیشتری را جذب کلیسا کرده و قدرت بیشتری برای کلیسای ساینتولوژی و دیوید میسکویج فراهم می‌کرد. در سال ۲۰۰۴ بخاطر توسعه کلیسا، دیوید میسکویج به تام کروز مدال آزادی شجاعت داد و یک فیلم ۳۵ دقیقه‌ای از او ساخته شد که او را سفیر ساینتولوژی در جهان نشان می‌داد. کروز در این فیلم شخصی متکبر و غیرقابل انتقاد بوده که همزمان مانند یک دیوانه پارانویا رفتار می‌کند. کروز از عضویت خود و نیروی کار رایگان اعضای سازمان دریانوردی کاملاً سود می‌برد. کلیسای ساینتولوژی هر گونه خانه، خودرو، موتورسیکلت، هواپیمای شخصی، و تجهیزات صوتی تصویری را برای تام کروز فراهم می‌کرد.

### نازنین بنیادی
هنگامی که تام کروز برای گشایش یک کلیسای جدید در مادرید اسپانیا بود به نداشتن یک دوست‌دختر شکایت می‌کرد. کلیسا نیز نازنین بنیادی هنرپیشه ایرانی-بریتانیایی را برای او انتخاب کرد. در اواخر سال ۲۰۰۴ آن‌ها زندگی با یکدیگر را آغاز کردند. در آغاز تام کروز بسیار رمانتیک بود. اما در مدت کوتاهی، بسیار خشن و بداخلاق شد. هنگامی که دیوید میسکویج به مهمانی آن‌ها رفت نازنین بیمار بود و به حضور مسکویج توجهی نشان نداد. اینکار موجب خشم مسیکویج شد. روز پس از آن کروز با مشت بر میز کوبیده و نازنین را متهم به توهین به رهبر کلیسا کرد. دو هفته بعد در ژانویه ۲۰۰۵ به نازنین اطلاع دادند که رابطه اش با تام کروز تمام شده است. اعضای ساینتولوژی به خانه بنیادی رفته و همه تصاویر مشترک و نامه‌های او با کروز را با خود بردند. هنگامی که بنیادی از بدرفتاری میسکویج و کروز با دوست ساینتولوژیست خود درد دل کرد او این مسئله را فوراً گزارش داد. برای مجازات، بنیادی را به شستن دستشویی‌ها با مسواک مجبور کردند. کلیسای ساینتولوژی بنیادی را مجبور به امضای پیمان‌نامه عدم افشا کرد. خودِ کلیسا و وکیل تام کروز این موضوع را رد می‌کنند. اما پل هگیس این موضوع را تأیید کرد. دیوید میسکویج ادعا می‌کند که هیچگاه در زندگی کروز دخالت نکرده و هرگز برای او دنبال دوست‌دختر نبوده است.

### کیتی هلمز
کیتی هلمز و تام کروز نخستین بار در آویل ۲۰۰۵ با یکدیگر دیدار کردند. مدت کوتاهی پس از این دیدار کیتی هلمز مذهب مسیحیت کاتولیک را رها کرد و به مطالعه ساینتولوژی پرداخت. گفته‌های بسیاری وجود دارد بر اینکه کلیسای ساینتولوژی ترتیب‌دهنده ازدواج تام کروز و کیتی هلمز بوده است. در مراسم عروسی آن‌ها دیوید میسکویج ساقدوش داماد بوده است. مراسم عروسی آن‌ها توسط کلیسای ساینتولوژی برگزار شد. پس از طلاق آن دو، کیتی هلمز به دوستان خود گفته بود که می‌ترسیده تام کروز به خاطر تأثیر کلیسای ساینتولوژی، دخترشان «سوری» را از او بِرُباید (سرپرستی سوری به کیتی هلمز واگذار شد). پس از طلاق از تام کروز، کیتی ساینتولوژی را رها کرده و به مذهب مسیحیت کاتولیک بازگشت.

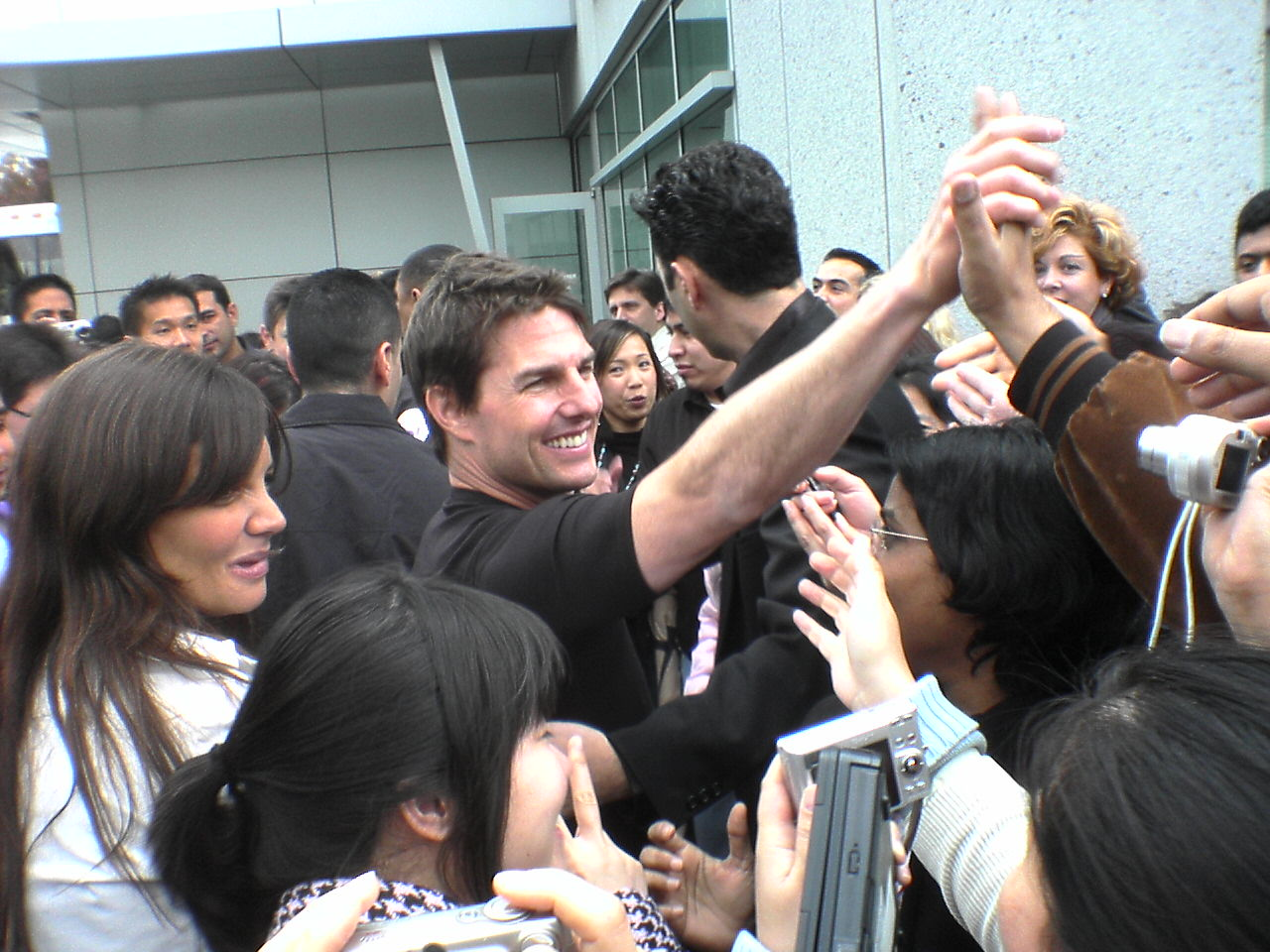
تام کروز و کیتی هولمز در ماه مارس سال ۲۰۰۶ در سانی‌ویل، کالیفرنیا

### روابط غیراخلاقی
در سال ۲۰۰۸ انتشار کتاب «زندگینامهٔ تام کروز» نوشته اندرو مارتون که در آن به روابط غیراخلاقی تام کروز اشاره شده و وی را انسانی ناپایبند به مذهب و لاابالی نشان می‌دهد، واکنش خشمگینانه کلیسای ساینتولوژی آمریکا را به دنبال داشت.

## زندگی هنری

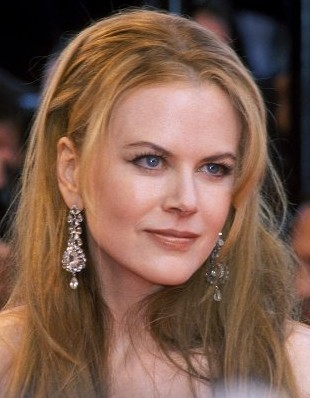
نیکول کیدمن در جشنواره فیلم کن ۲۰۰۱

### هنرپیشه
تام کروز در سال‌های دبیرستان در فیلم موزیکالی از طرف مدرسه شرکت کرد و مورد تحسین قرار گرفت. همین مسئله باعث شد وی به هنرپیشگی به‌طور جدی علاقه‌مند شود. نخستین بازی جدی وی، تنها یک سال پس از به پایان بردن دوره دبیرستان، در فیلم «عشق بی پایان» به سال ۱۹۸۱ اتفاق افتاد. تا سال ۱۹۸۶ در چندین فیلم بازی کرد که چندان شهرتی برایش نداشت. اما در این سال وی به عنوان هنرپیشه اصلی فیلم تاپ گان برگزیده شد. داستان این فیلم حادثه‌ای در مورد آموزش خلبان جنگنده هواپیمای جنگنده در نیروی هوایی ایالات متحده آمریکا بود. این فیلم پرفروش‌ترین فیلم سال آمریکا شد و برای تام کروز شهرت فراوانی به همراه آورد.
در سال‌های بعد، حضور تام کروز در فیلم‌های پرآوازه، نمایان‌تر شد. در سال ۱۹۸۸ به همراه داستین هافمن در فیلم مرد بارانی شرکت کرد که این فیلم نامزده هشت جایزه اسکار شد. اما وی یک سال بعد توانست نخستین بار نامزد جایزه اسکار بهترین هنرپیشه نقش اول مرد برای بازی در فیلم «متولد چهارم ژوئیه» شود. در همین سال در فیلم «روزهای تندر» بازی کرد. تام کروز در سال ۱۹۹۶ به عنوان تهیه‌کننده و هنرپیشه نقش اول در فیلم مأموریت غیرممکن (۱۹۹۶) حاضر شد که با اقبال فراوان مواجه شد. چشمان کاملاً بسته به کارگردانی استنلی کوبریک با حضور تام کروز و نیکول کیدمن در نقش یک زوج ثروتمند نقطه درخشان دیگری در آثار هنری تام کروز به حساب می‌آید. قسمت دوم فیلم مأموریت غیرممکن در سال ۲۰۰۰ اکران شد و سومین فیلم پرفروش سال شد.
تام کروز در سال ۲۰۰۲ در فیلم گزارش اقلیت ساخته استیون اسپیلبرگ بازی کرد. دو سال بعد فیلم وثیقه یا «کلترال» از وی به نمایش درآمد که جوایز متعددی به همراه داشت. یک سال بعد در فیلم پرفروش جنگ دنیاها باز هم به کارگردانی استیون اسپیلبرگ نقش آفرینی کرد. سومین بخش از فیلم مأموریت غیرممکن در سال ۲۰۰۶ به روی پرده رفت که همانند دو قسمت قبلی فروش بالایی داشت. وی در سال ۲۰۰۷ در فیلم شیرها برای بره‌ها بازی کرد.
هفتمین قسمت مجموعه مأموریت غیرممکن با هزینه تولید بالای ۲۰۰ میلیون دلاری خود، موفقیت چندانی در جدول گیشه نمایش سینماهای جهان نداشت و نتوانست انتظارات سازندگانش را برآورده کند. حاصل این فیلم در هر دو زمینه مالی و انتقادی، یک شکست برای کروز در مقام بازیگر و تهیه‌کننده بود.

### تهیه‌کننده
علاوه بر هنرپیشگی، تام کروز از سال ۱۹۹۶ به عنوان تهیه‌کننده در تعدادی از فیلم‌های سینمایی مانند مأموریت غیرممکن مشارکت کرده است. وی از سال ۲۰۰۶ با پائولا واگنر صاحب شرکت فیلمسازی یونایتد آرتیستز همراه شد.

## در رسانه‌ها
شهرت و محبوبیت تام کروز باعث شده تا همواره در فهرست هنرپیشگان برگزیده در مجلات گوناگون بدرخشد. وی در سال ۱۹۹۷ از سوی مجله فیلم امپایر به عنوان یکی از پنج هنرپیشه برتر تاریخ سینما برگزیده شد. دو سال قبل همین مجله وی را در فهرست یکصد هنرپیشه جذاب برتر سینما جای داده بود. در سال‌های ۱۹۹۰، ۱۹۹۱ و ۱۹۹۷ در فهرست پنجاه انسان زیبای هفته‌نامه پیپل قرار گرفت. در سال ۲۰۰۶ از سوی مجله فوربز برترین چهره سرشناس سال شناخته شد. در همان سال از سوی مجله پرمیر چهاردهمین چهره سرشناس قدرتمند جهان لقب گرفت.

## افتخارات
تام کروز چهار بار نامزد جایزه اسکار و ۳ بار برنده جایزه گلدن گلوب و ۲ بار برنده جایزه سینمایی و تلویزیونی ام‌تی‌وی و ۱ بار برنده جایزه ساترن و ۷ بار نامزد دریافت جایزه ساترن و ده‌ها جایزه مهم دیگر شده است. وی با بازی در فیلم تاپ گان (۱۹۸۶) به شهرت جهانی رسید و از آن پس، همچنان فعالانه در فیلم‌های گوناگون حاضر می‌شود.
بنابر گزارش مجلهٔ فوربز، میزان دارایی تام کروز در سال ۲۰۰۷ بیش از سی و یک میلیون دلار بوده است.
او توانست در دوران فیلمبرداری «ماموریت غیرممکن:روزشمار نهایی» برای شانزدهمین بار پرش با چتر نجات در حال سوختن را انجام بدهد و رکورد گینس را به نام خود ثبت کند.

## جوایز
- ۱۹۸۴-نامزد گوی طلایی بهترین هنرپیشه نقش اول مرد کمدی یا موزیکال برای بازی در کسب و کار پرمخاطره
- ۱۹۹۰-نامزد اسکار بهترین هنرپیشه نقش اول مرد برای بازی درمتولد چهارم ژوئیه
- ۱۹۹۰-برندهٔ گوی طلایی بهترین هنرپیشه نقش اول مرد درام برای بازی در متولد چهارم ژوئیه
- ۱۹۹۳-نامزد گوی طلایی بهترین هنرپیشه نقش اول مرد درام برای بازی در چند آدم خوب
- ۱۹۹۷-نامزد اسکار بهترین هنرپیشه نقش اول مرد برای بازی در جری مگوایر
- ۱۹۹۷-برندهٔ گوی طلایی بهترین هنرپیشه نقش اول مرد کمدی یا موزیکال برای بازی در جری مگوایر
- ۲۰۰۰-نامزد اسکار بهترین هنرپیشه نقش مکمل مرد برای بازی در ماگنولیا
- ۲۰۰۰-برندهٔ گوی طلایی بهترین هنرپیشه نقش مکمل مرد برای بازی در ماگنولیا
- ۲۰۰۴-نامزد گوی طلایی بهترین هنرپیشه نقش اول مرد درام برای بازی در آخرین سامورایی
- ۲۰۰۹-نامزد گوی طلایی بهترین هنرپیشه نقش مکمل مرد برای بازی در تندر استوایی

## شکایت
درسال ۱۹۹۸ تام کروز از روزنامه دیلی اکسپرس که ادعا کرده بود ازدواج تام کروز و نیکول کیدمن ساختگی و برای پوشاندن همجنسگرایی کروز بوده است، شکایت کرد که درنهایت پرونده به نفع کروز تمام شد.
 در مه ۲۰۰۱، تام کروز شکایتی علیه چاد اسلاتر یک بازیگر پورنوگرافی مطرح کرد. اسلاتر در مصاحبه ای با مجله فرانسوی Actustar گفته بود که با تام کروز رابطه دارد. کروز، خودش کاملاً این ادعا را رد کرد. اسلاتر بعدها به پرداخت ده میلیون دلار به تام کروز محکوم شد.
 کروز همچنین از مایکل دیویس، ناشر مجله بولد که ادعا کرده بود ویدئویی در اختیار دارد که ثابت می‌کند تام کروز همجنسگرا است شکایت کرد اما سرانجام این دادخواست در ازای اظهارات دیویس مبنی بر اینکه این ویدیو مربوط به کروز نبوده و کروز دگرجنسگرا است، لغو شد. درسال ۲۰۰۹ مایکل دیویس با این ادعا که تلفن‌هایش به دستور کروز شنود می‌شوند از وی شکایت کرد. این دادخواست توسط قاضی دادگاه مدنی مرکزی وست لس آنجلس رد شد.